# Blue Mound, Kansas
Blue Mound là một thành phố thuộc quận Linn, tiểu bang Kansas, Hoa Kỳ. Năm 2010, dân số của xã này là 275 người.

## Dân số
Dân số các năm:
- Năm 2000: 277 người
- Năm 2010: 275 người